# Eligmodontus kanghianus kittii
Eligmodontus kanghianus kittii es una subespecie de coleóptero de la familia Lucanidae.

## Distribución geográfica
Habita en Birmania.